# Kazuhiko Tokuno
Kazuhiko Tokuno (jap. 徳野和彦, Tokuno Kazuhiko; * 1. Mai 1974) ist ein ehemaliger japanischer Judoka. Er war 1999 Weltmeisterschaftszweiter und 2001 Weltmeisterschaftsdritter im Superleichtgewicht, der Gewichtsklasse bis 60 Kilogramm.

## Karriere
Kazuhiko Tokuno gewann 1995 den Titel bei den Asienmeisterschaften in Neu-Delhi. 1996 belegte er beim Jigoro Kano Cup den zweiten Platz hinter seinem Landsmann Tadahiro Nomura. Anfang 1997 siegte er beim Tournoi de Paris. Ende 1997 gewann Tokuno den Titel bei den Südasienspielen in Busan. 
1998 wiederholte er seinen Sieg beim Tournoi de Paris. Im April gewann er gegen Tadahiro Nomura seinen ersten Titel bei den japanischen Meisterschaften. Bei den Asienspielen 1998 in Bangkok gewann Tokuno den Titel vor dem Chinesen Yang Bo. 1999 gewann Tokuno seinen zweiten japanischen Meistertitel, wieder bezwang er im Finale Tadahiro Nomura. Bei den Weltmeisterschaften 1999 in Birmingham bezwang er im Viertelfinale den Mongolen Dordschpalamyn Narmandach und im Halbfinale den Weißrussen Natik Bagirov, im Finale unterlag er dem Kubaner Manolo Poulot.
2000 belegte Tokuno den dritten Platz bei den japanischen Meisterschaften, Tadahiro Nomura gewann und trat auch bei den Olympischen Spielen 2000 an. 2001 gewann Tokuno beim Tournoi de Paris und bei den japanischen Meisterschaften. Bei den Weltmeisterschaften 2001 in München unterlag er im Halbfinale dem Tunesier Anis Lounifi, im Kampf um Bronze bezwang er Elchin Ismailow aus Aserbaidschan. 2002 unterlag Tokuno im Finale der japanischen Meisterschaften Masato Uchishiba. Im Jahr darauf unterlag er Tahiro Nomura.